# Molí de l'Elari
El Molí de l'Elari és un molí del municipi de Conesa (Conca de Barberà) que forma part de l'Inventari del Patrimoni Arquitectònic de Catalunya.

## Descripció
Està format per uns baixos amb volta de canó, la part alta destinada a un habitacle i altres construccions posteriors adossades. S'hi aprecia el seu cacau de pedra treballada. Tot ell derruït, està situat a la dreta de la rasa de Salent, afluent del riu Corb.